# Zubor Ágnes
Zubor Ágnes (Budapest, 1950. szeptember 16. –) magyar színésznő.

## Életpályája
Pályáját az Állami Déryné Színházban kezdte 1970-ben, majd 1978-tól a Népszínház művésze volt. 1985-től a nyíregyházi Móricz Zsigmond Színház színésznője volt. 1997-ben megkapta a társulat által megszavazott Móricz-gyűrűt. Vendégművészként fellépett a debreceni Csokonai Színházban, a Budapesti Operettszínházban és játszott a József Attila Színházban is.
Férje: Hável László színművész volt.

## Fontosabb színházi szerepei
- William Shakespeare: A windsori víg nők... Page-né
- William Shakespeare: Szentivánéji álom... Hippolyta, amazonkirálynő, Theseus menyasszonya
- William Shakespeare: Titus Andronicus... Lavinia, Titus lánya
- William Shakespeare: Romeo és Júlia... Capuletné
- Anton Pavlovics Csehov: Cseresznyéskert... Dunyasa, szobalány
- Anton Pavlovics Csehov: Sirály... Polina
- Carlo Goldoni: A hazug... Colombina
- Federico García Lorca: Vérnász... Cselédasszony
- Aiszkhülosz: Síri áldozat... Kórusvezetőnő
- Ruzante: A csapodár madárka... Egy asszony a szomszédból
- Molière: Úrhatnám polgár... Doriméne, grófnő
- Friedrich Schiller: Ármány és szerelem... Millerné
- Oscar Wilde: Bunbury... Lady Bracknell
- George Bernard Shaw: A szerelem ára... Blanche, Sartorius lánya
- Makszim Gorkij: Nyaralók... Marja Ivanovna
- Anton Szemjonovics Makarenko: Az új ember kovácsa... Toska, a Gorkij-telep lakója
- August Strindberg: Júlia kisasszony... Kristin
- Edward Albee: Azt hiszem, megcsinálják!... Mrs. Toothe
- Jaroslav Hašek: Svejk... Madame Pulski
- Bohumil Hrabal: Szigorúan ellenőrzött vonatok... Grófnő
- Bohumil Hrabal – Ivo Krobot – Zara Vondrá: Harlekin milliói... Riadt öregasszony
- Krúdy Gyula: A vörös postakocsi... Montmorency kisasszony
- Bródy Sándor: A tanítónő... Tóth Flóra; Nagy asszony
- Móricz Zsigmond: Nem élhetek muzsikaszó nélkül... Pepi néni
- Móricz Zsigmond: Rokonok... Lina, Kopjáss felesége
- Móricz Zsigmond – Kocsák Tibor – Miklós Tibor: Légy jó mindhalálig... Török néni
- Remenyik Zsigmond: Az atyai ház... Anya
- Füst Milán: A sanda bohóc... Angéla Baba, műlovarnő
- Nóti Károly: Nyitott ablak... Polgármesterné
- Molnár Ferenc: Józsi... Tóthné
- Molnár Ferenc: Az üvegcipő... Adél anyja
- Molnár Ferenc: Liliom... Mari
- Zilahy Lajos: A szűz és a gödölye... Margit
- Örkény István: Macskajáték... Ilus
- Illyés Gyula: Testvérek... Julinka
- Zelk Zoltán: Az ezernevű lány... A néma lány
- Sarkadi Imre: Elveszett paradicsom... Mira
- Tamási Áron: Boldog nyárfalevél... Vikota
- Páskándi Géza: Éljen a színház!... Nusi, a titkárnő
- Páskándi Géza: Lélekharang... Özvegy Potacskáné, tót asszony, takarító- és mosónő egy szálláshelyen
- Páskándi Géza: A királylány bajusza... Csiri, a királylány mindenese
- Szabó Tünde: A küszöbön... Mária, keramikus
- Szabó Tünde: A hóhér kötele... Dajka
- Raffai Sarolta: Egyszál magam... Anna
- Szabó Magda: Kiálts, város!... Idősb özvegy Gál Nagy Istvánné, Debrecen főbírájának édesanyja
- Fésűs Éva: A csodálatos nyúlcipő... Alamuszi, egy valamivel nagyobb nyuszi
- Tordon Ákos Miklós: Skatulyácska királykisasszony... Vasorrú bába
- Szilágyi Andor: Leánder és Lenszirom... Bölömbér kerálné, II. Bölömbér felesége
- Horváth Péter – Presser Gábor – Sztevanovity Dusán: A padlás... Mamóka, öreg nénike, aki mindent tud az emberekről
- Kompolthy Zsigmond (Bán Zoltán András): Egy cziffra nap... Özvegy
- Tasnádi István – Fenyő Miklós: Made in Hungária... Anya
- Háy János: A Gézagyerek... Rózsika néni (Géza anyja)
- Végh Antal: Boldogságkeresők... Mari, Bárányék lánya
- Gerencsér Miklós: Ferde ház... Edit, Szalai lánya
- Jókai Anna: Újházasok (Tartozik és követel)... Ildikó
- Rákoss Péter: Mumus... Anya
- Majoros István: Vakvágány... Munkáslány
- Lakatos Menyhért: Akik élni akarnak... Pekenyuca
- Kárpáti Péter: Pájinkás János... Nénnye
- Fodor László - Lakatos László: Kasszasiker avagy kapom a bankot... Gertrud Würtl, alelnökasszony
- Kacsóh Pongrác: János vitéz... A gonosz mostoha
- Szirmai Albert – Bakonyi Károly – Gábor Andor: Mágnás Miska... Zsorzsi nagymama
- Ödön von Horváth: Mesél a bécsi erdő... Anya
- Jean-Pierre Grédy – Pierre Barillet: A kaktusz virága... Durand-né
- Robert Thomas: Gyilkostársak... Berthe
- Jean Poiret – Harvey Fierstein: Őrült nők ketrece... Marie Dindon, a szenátor neje
- L. Frank Baum – Schwajda György: Óz, a nagy varázsló... Emmy néni/ Jó boszorkány
- Stier Ferenc: Szőrmók Maci... Kényeske, Hortenzia udvarhölgye
- Colin Higgins: Maude és Harold... Mrs. Chasen, Harold anyja
- Robert Harley: Ismerősök... Emily
- Nyikolaj Robertovics Erdman: A mandátum... Tamara Leopoldovna
- Alekszej Nyikolajevics Arbuzov: Egy szerelem története (Irkutszki történet)... Válja
- Stephen Poliakoff: A természet lágy ölén... szereplő
- Botho Strauß: A viszontlátás trilógiája... szereplő
- Kertész Mihály – Galambos Péter: Senki földje... szereplő
- Lillian Hellman: A kis rókák... Birdie, Hubbard felesége
- Gerhart Hauptmann: Naplemente előtt... Geigerné
- Joseph Kesselring: Arzén és levendula... Martha

## Filmek, tv
- A küszöbön (színházi előadás tv-felvétele)
- Szabó Magda: Kiálts, város! (színházi előadás tv-felvétele)